# Blue Bird
générique de naruto

## Présentation
Le single sort le 21 juin 2006 au Japon sous le label Avex Trax, produit par Max Matsuura. Il ne sort que quatre mois après le précédent single de la chanteuse, Startin'/Born to Be.... Il atteint la 1re place du classement de l'Oricon. Il se vend à 160 572 exemplaires la première semaine, et reste classé pendant 12 semaines, pour un total de 258 566 exemplaires vendus durant cette période, faisant de Hamasaki la première artiste en solo à avoir vendu plus de 20 millions de singles au Japon. Il sort aussi en deux versions "CD+DVD" différentes notées "A" et "B", avec des pochettes différentes et un DVD supplémentaire contenant  les clips vidéo des deux chansons inédites du disque, et un de leurs "making-of" (celui de la chanson-titre sur le DVD "A", et celui de la "face B" sur le DVD "B").
Le single contient deux chansons inédites et leurs versions instrumentales, mais n'est pas présenté comme un single "double face A", contrairement à la plupart des autres singles de la chanteuse. Il contient en plus une version remixée de la chanson-titre, et une autre version de la chanson Ladies Night parue sur le précédent album (Miss)understood.
La chanson-titre a servi de thème musical pour une campagne publicitaire pour le produit Zespri Gold Kiwifruit, tandis que l'autre chanson inédite Beautiful Fighters et l'autre version de Ladies Night ont servi de thèmes pour des campagnes publicitaires pour la marque Panasonic. Les deux chansons inédites figureront sur l'album Secret qui sortira cinq mois plus tard. La chanson-titre figurera aussi sur la compilation A Complete: All Singles de 2008, et sera ré-enregistrée acoustiquement pour l'album Ayu-mi-x 7 -Acoustic Orchestra- de 2011. Les deux chansons seront également remixées sur l'album Ayu-mi-x 6 Gold de 2008.

## Liste des titres
Toutes les paroles sont écrites par Ayumi Hamasaki.
| 1. | Blue Bird "Original Mix" (BLUE BIRD...)                | D・A・I / HΛL           | 4:09 |
| 2. | Beautiful Fighters "Original Mix"                      | Kazuhito Kikuchi / CMJK | 5:17 |
| 3. | Ladies Night ~Another Night~ (... ~another night~)     | Geo of Sweetbox / CMJK  | 4:03 |
| 4. | Blue Bird "Harderground remix" (BLUE BIRD...)          | D・A・I / HΛL           | 6:24 |
| 5. | Blue Bird "Original Mix" (Instrumental) (BLUE BIRD...) | D・A・I / HΛL           | 4:09 |
| 6. | Beautiful Fighters "Original Mix" (Instrumental)       | Kazuhito Kikuchi / CMJK | 5:15 |

| 1. | Blue Bird (vidéo clip)          |  |
| 2. | Beautiful Fighters (vidéo clip) |  |
| 3. | Blue Bird (making of)           |  |

| 1. | Blue Bird (vidéo clip)          |  |
| 2. | Beautiful Fighters (vidéo clip) |  |
| 3. | Beautiful Fighters (making of)  |  |

## Interprétations à la télévision
- Domoto Kyoudai (11 juin 2006)
- Music Station (16 juin 2006)
- Music Station (23 juin 2006)
- Music Fighter (23 juin 2006)
- CDTV (24 juin 2006)
- Avex Annual Shareholders Meeting  (25 juin 2006)